# Enric Casadevall Medrano
Pour les articles homonymes, voir Casadevall et Medrano.
Enric Casadevall Medrano, né en Andorre, est un homme politique andorran.

## Biographie
Il est membre du Parti libéral d'Andorre.
Il est maire de la paroisse de Canillo de 2003 à 2011. Il est réélu en 2007 avec 77 % des voix, face à Gerard Barcia Duedra, membre de l'alternativa (PS-RD).
Il a également été conseiller général à trois reprises : du 5 juin 1992 au 12 décembre 1992, puis du 4 mai 1993 au 12 décembre 1993 et enfin du 5 janvier 1994 au 14 mars 1996.